# Romney (Virginia Occidentale)
Romney è un comune degli Stati Uniti d'America, capoluogo della Contea di Hampshire, nello Stato della Virginia Occidentale. Fu fondata nel 1725.
Nel censimento del 2000 contava 1 940 abitanti.
È la più vecchia città dello Stato.